# Jon Kabat-Zinn
Jon Kabat-Zinn (nascut Jon Kabat, a Nova York, el 5 de juny de 1944) és professor emèrit de medicina a la Facultat de Medicina de la Universitat de Massachusetts i creador de la Stress Reduction Clinic (Clínica de Reducció de l'Estrès) que posteriorment es va convertir en el Center for Mindfulness in Medicine, Health Care, and Society (Centre per a Mindfulness en Medicina, la Salut i la Societat).
Doctorat en biologia molecular (1964-1971) a l'Institut de Tecnologia de Massachusetts (MIT) on el seu director de tesi va ser el premi Nobel Salvador Luria, en Jon Kabat-Zinn és internacionalment reconegut per haver desenvolupat, a finals dels anys 70, el programa de Reducció de l'Estrès Basat en l'Atenció Plena o Mindfulness (Mindfulness Based Stress Reduction o MBSR).
L'any 1979, Kabat-Zinn va començar a investigar els efectes del seu programa en pacients amb dolor crònic, als quals el sistema sanitari ja no podia oferir més oportunitats de tractament, i va demostrar científicament que el programa MBSR era capaç de reduir el patiment d'aquells pacients de forma significativa, allà on els tractaments tradicionals havien quedat estancats. Posteriorment s'ha anat demostrant els seus beneficis en moltes altres patologies, moltes d'elles relacionades amb el patiment i l'estrès. Al llarg dels anys el nombre de publicacions científiques relacionades amb Mindfulness i MBSR ha anat creixent de forma exponencial sobretot gràcies a l'impuls que han donat a les investigacions les noves tècniques de neuroimatge i a les col·laboracions nascudes a l'empara del Mind and Life Institute.
Kabat-Zinn es va iniciar en la meditació mentre estudiava al MIT. Posteriorment va treballar dos anys al departament de biologia de la Universitat de Brandeis, ensenyant genètica molecular i posteriorment una temporada com a director del Cambridge Zen Center (Centre Zen de Cambridge) amb el mestre zen koreà Seung Sahn. La seva pràctica de la meditació i el ioga i els seus estudis amb mestres budistes el van portar a integrar els seus ensenyaments amb els de la ciència, per tal d'ajudar a alleujar el patiment de l'ésser humà en aquest món. El Mindfulness-based stress reduction, és ofert per centres mèdics, hospitals i organitzacions de manteniment de la salut a tot el món.